# 田内真翔
田内 真翔（たない まなと、2007年3月6日 - ）は、広島県福山市出身のプロ野球選手（内野手）。右投右打。横浜DeNAベイスターズ所属。

## 経歴

### プロ入り前
おかやま山陽高等学校では2年夏の第105回全国高等学校野球選手権大会に1番打者として出場。日大三との3回戦で3安打を記録するなど、ベスト8進出に貢献した。
2024年10月24日に開催されたドラフト会議にて、横浜DeNAベイスターズから5位指名を受けた。11月18日に契約金3080万円、年俸500万円で仮契約した（金額は推定）。背番号は56。担当スカウトは藤田和男。

## 詳細情報

### 背番号
- 56（2025年[4] - ）